# “I MY MIE”
“I MY MIE” es el primer álbum de estudio de la cantante japonesa MIE. Fue publicado el 21 de agosto de 1981 por Victor Entertainment. Fue reeditado el 24 de octubre de 2007 como “I MY MIE +1”, con un bonus track.

## Lista de canciones
Todas las letras escritas por Yoko Agi, toda la música compuesta por Ryūdo Uzaki, todos los arreglos hechos por Mitsuo Hagita.
| Lado uno |                                                    |          |  |
| N.º      | Título                                             | Duración |  |
| 1.       | «Maihime TONIGHT» (舞姫TONIGHT)                    | 4:04     |  |
| 2.       | «Kare to Watashi to On'na» (彼と私と女友達)        | 3:47     |  |
| 3.       | «Tahiti Mediterranean Club» (タヒチ地中海クラブ)   | 3:45     |  |
| 4.       | «Don't Call Me, Mr. X»                             | 3:40     |  |
| 5.       | «Sekaijū no......ni Kataomoi» (世界中の……に片想い) | 4:41     |  |
| 6.       | «Animal House» (アニマルハウス)                    | 4:13     |  |

| Lado dos |                                                  |          |  |
| N.º      | Título                                           | Duración |  |
| 1.       | «Brahms Loves Rock» (ブラームスはロックがお好き) | 3:36     |  |
| 2.       | «I MY MIE» (曖昧MIE)                             | 3:52     |  |
| 3.       | «Shinju Dorobō» (真珠泥棒)                       | 3:01     |  |
| 4.       | «Today's My Birthday»                            | 4:13     |  |
| 5.       | «After Five Friday»                              | 5:19     |  |
| 6.       | «Bōeki Fū» (貿易風)                              | 5:06     |  |

## Créditos y personal
Créditos adaptados desde las notas de álbum de “I MY MIE”.
Personal técnico
- Teruhiko Kuze, Kazuhiko Soma – productor
- Hisahiko Iida, Seijiro Ishii, Hidehiko Koike – director de orquesta
- Kunihiko Shimizu, Jun Wakao, Tadaharu Sato, Tatsuo Sekine, Hiroshi Fujita, Yukihiko Sato, Butcher, Mitsuo Hagita – mezclas

Diseño
- Nobuo Motegi – director artístico
- Seiichi Nomura – fotografía
- Sakal Design Room – diseño de portada